# 鹽水港廳

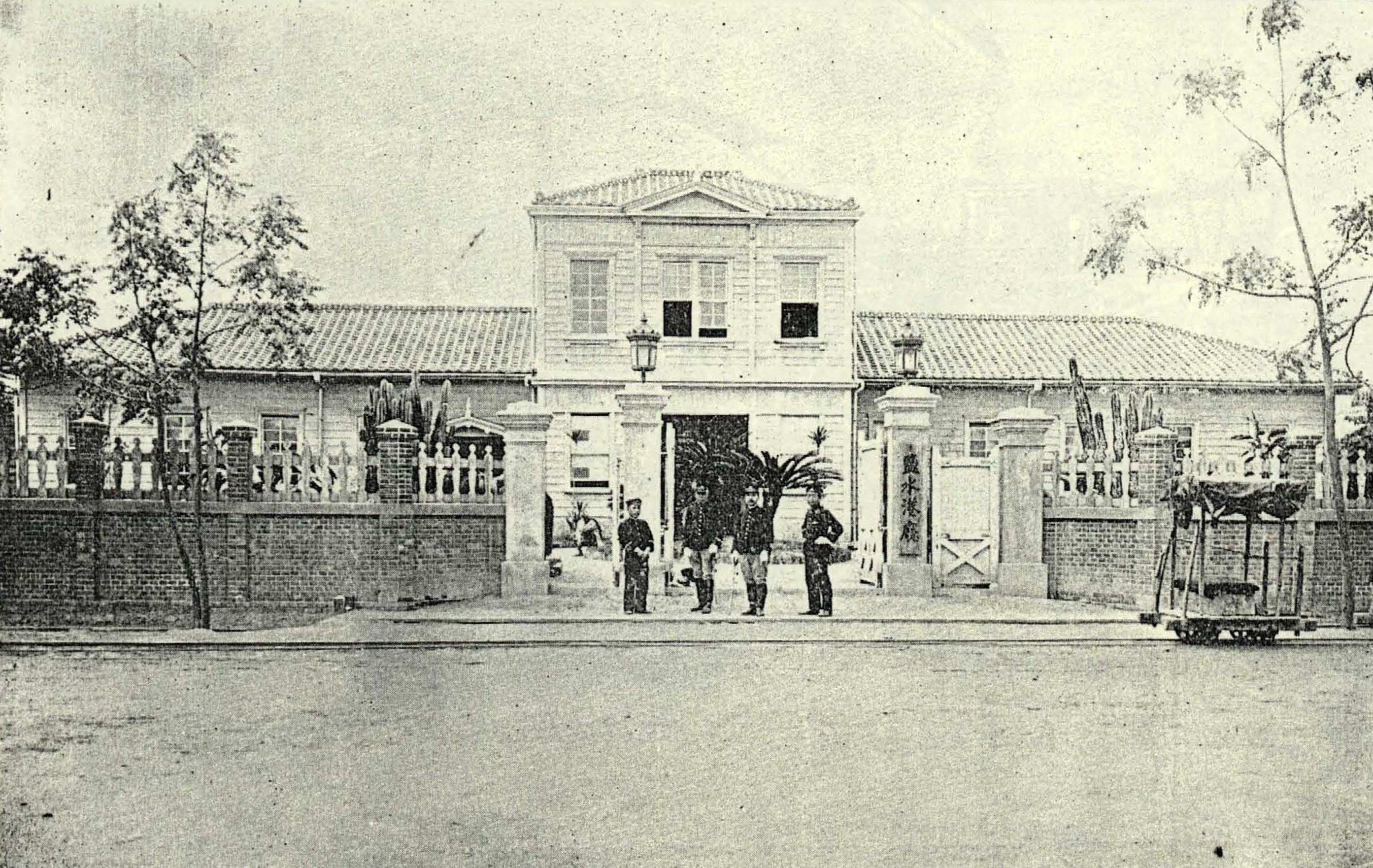
鹽水港廳廳舍

鹽水港廳（日语：〔〕／ Ensuikō chō */?）為台灣日治時期行政區劃之一，設立於明治三十四年(1901年)至1909年，範圍東至三腳南山系，西至臺灣海峽，南至曾文溪，北至八掌溪、凍仔頂山系，廳治設於鹽水港街，下轄店仔口、前大埔、北門嶼、蔴荳、六甲、蕭壠、新營庄（後新設布袋嘴）等七支廳，支廳下設鹽水港、頂潭、菁藔、舊營、新營、查畝營、果毅後、店仔口、安溪藔、海豐厝、番仔豐、番社、前大埔、蔴荳、藔仔部、茅港尾、安業、佳里興、蕭壠、漚汪、下營、西港仔、塭仔內、北門嶼、學甲、中洲、六甲、官佃、內庄等29區。
鹽水港廳之管轄區域為現今臺南市曾文溪以北的地區以及嘉義縣西南側。

## 沿革

### 鹽水港廳成立
1901年11月，因「總督府─縣、廳─辨務署」之制度在行政事務上欠缺靈活 ，故廢止「三縣四廳」和辨務署，將地方行政區劃改為「二十廳」，將原台南縣劃分為嘉義、鹽水港、台南、蕃薯藔、鳳山、阿猴等六廳。鹽水港廳下轄新營庄、前大埔、店仔口、北門嶼、蔴荳、六甲、蕭壠支廳，地區涵蓋鹽水港堡、白鬚公潭堡、下茄苳北堡、下茄苳南堡、太子宮堡、鐵線橋堡、龍蛟潭堡、哆囉嘓西堡、哆囉嘓東下堡、哆囉嘓東下堡、果毅後堡、赤山堡、善化里東堡、善化里西堡、蔴荳堡、茅港尾東堡、茅港尾西堡、佳里興堡、蕭壠堡、漚汪堡、西港仔堡、學甲堡、大坵田西堡。
1902年4月，開始新營庄與嘉義間的鐵道運輸。同年10月，鹽水港廳直轄舊營區的「孫厝藔仔庄」、「新厝仔庄」和「羊稠厝仔庄」改隸於北門嶼支廳頂溪州區；新營庄支廳果毅後區的果毅後堡之「山豬陷庄」、「占山庄」、「望仔埔庄」、「鳥湖庄」及哆囉嘓東下堡之「二重溪庄」改隸於前大埔支廳前大埔區；鹽水港廳直轄後菁藔區的下茄苳北堡「後壁藔庄」和「下茄苳庄」改隸於店仔口支廳海豐厝區；北門嶼支廳中洲區的學甲堡「三藔灣庄」和「蘆竹溝庄」改隸於北門嶼支廳北門嶼區；蔴荳支廳佳里興區的佳里興堡「同安藔庄」改隸於蕭壠支廳蕭壠區；蕭壠支廳西港仔區的西港仔堡「打鐵庄」和「土庫庄」改隸於蔴荳支廳後營區；蔴荳支廳後營區的西港仔堡「雙張廍庄」和「下面厝庄」改隸於蕭壠支廳西港仔區。
1904年3月，嘉義廳下大坵田西堡內田庄、考試潭庄、布袋嘴庄、前東港庄和新塭庄劃入鹽水港廳；同月，鹽水港支廳下的街庄整併為3街218庄（三街為鹽水港街、店仔口街和番社街）。

### 新營庄支廳廢止並新設布袋嘴支廳
由於布袋港為鹽水港廳唯一的港口，船隻出入頻繁且為製鹽的重地，在當地設有專賣局布袋支局，其在軍事上亦具有與澎湖的馬公要港部相呼應的位置；另外，因新營庄與鹽水港間新設的鐵道使兩地交通來往便利，故漸無設置新營庄支廳的必要性。1906年3月，新營庄支廳廢止，其所屬街庄併入鹽水港廳直轄、六甲和店仔口支廳，並新設布袋嘴支廳；且蔴荳支廳管轄之佳里興堡新宅庄在考量地形上的方便性後，改隸屬蕭壠支廳。

### 併入嘉義廳及臺南廳
明治42年(1909年)10月，台灣總督府將原有之二十廳，廢止合為十二廳，鹽水港廳廢止，鹽水港、店仔口、前大埔、布袋嘴等地併入嘉義廳，北門嶼、蔴荳、六甲、蕭壠等地併入台南廳。1920年，台南州成立，鹽水港支廳、店仔口支廳、前大埔支廳合併為新營郡，郡治設於新營街，代表縱貫線鐵路經過的新營已接替鹽水之地位，成為區域中心。
| 1898年 | 1901年   | 1901年                        | 1909年 | 1909年     | 1920年 | 1920年                                     |
| ------ | -------- | ----------------------------- | ------ | ---------- | ------ | ------------------------------------------ |
| 台南縣 | 鹽水港廳 | 新營庄支廳 (後新設布袋嘴支廳) | 嘉義廳 | 東石港支廳 | 台南州 | 東石郡布袋庄、義竹庄、鹿草庄部分           |
| 台南縣 | 鹽水港廳 | 鹽水港廳直轄                  | 嘉義廳 | 東石港支廳 | 台南州 | 新營郡                                     |
| 台南縣 | 鹽水港廳 | 前大埔支廳                    | 嘉義廳 | 店仔口支廳 | 台南州 | 新營郡                                     |
| 台南縣 | 鹽水港廳 | 店仔口支廳                    | 嘉義廳 | 店仔口支廳 | 台南州 | 新營郡                                     |
| 台南縣 | 鹽水港廳 | 六甲支廳                      | 台南廳 | 六甲支廳   | 台南州 | 曾文郡、部分新化郡楠西庄、部分新化郡玉井庄 |
| 台南縣 | 鹽水港廳 | 蔴荳支廳                      | 台南廳 | 蔴荳支廳   | 台南州 | 曾文郡、部分新化郡楠西庄、部分新化郡玉井庄 |
| 台南縣 | 鹽水港廳 | 蕭壠支廳                      | 台南廳 | 蕭壠支廳   | 台南州 | 北門郡、部分新化郡安定庄、部分新豐郡安順庄 |
| 台南縣 | 鹽水港廳 | 北門嶼支廳                    | 台南廳 | 北門嶼支廳 | 台南州 | 北門郡、部分新化郡安定庄、部分新豐郡安順庄 |

## 歷任廳長
| 任次 | 肖像 | 姓名 (生–卒)       | 在任時間       | 在任時間       | 備註 |
| ---- | ---- | ------------------ | -------------- | -------------- | ---- |
| 1    |      | 村上先 (1863–1925) | 1901年11月11日 | 1907年4月5日   |      |
| 2    |      | 朝倉菊三郎 (？–？) | 1907年4月5日   | 1909年10月25日 |      |

附註
1. ↑  原臺北縣滬尾辨務署長。
2. ↑  改任臺南廳長。
3. ↑  原財務局稅務課事務官。
4. ↑  改任臺東廳長。

## 人口
以下為1908年底，鹽水港廳下現住人口數超過三千人之街庄：
| 街庄別   | 人口數 | 隸屬支廳   |
| -------- | ------ | ---------- |
| 蔴荳庄   | 9,348  | 蔴荳支廳   |
| 學甲庄   | 8,758  | 北門嶼支廳 |
| 鹽水港街 | 7,106  | 直轄       |
| 北門嶼庄 | 5,689  | 北門嶼支廳 |
| 蚵藔庄   | 5,483  | 北門嶼支廳 |
| 蕭壠庄   | 4,989  | 蕭壠庄     |
| 漚汪庄   | 4,858  | 蕭壠支廳   |
| 中洲庄   | 4,735  | 北門嶼支廳 |
| 下營庄   | 4,571  | 蔴荳支廳   |
| 布袋嘴庄 | 4,195  | 布袋嘴支廳 |
| 新營庄   | 4,004  | 直轄       |
| 佳里興庄 | 3,410  | 蔴荳支廳   |
| 新塭庄   | 3,215  | 布袋嘴支廳 |
| 溪底藔庄 | 3,191  | 北門嶼支廳 |
| 山仔腳庄 | 3,168  | 蕭壠支廳   |

## 行政區劃
| 直轄/支廳    | 支廳位置 | 區         | 區         | 管轄區域 (堡里：整併後街庄(整併前街庄)) | 備註 |
| 直轄/支廳    | 支廳位置 | 1904年     | 1906年     | 管轄區域 (堡里：整併後街庄(整併前街庄)) | 備註 |
| ------------ | -------- | ---------- | ---------- | --- | --- |
| 鹽水港廳直轄 | 鹽水港街 | 鹽水港區   | 鹽水港區   | - 鹽水港堡：鹽水港街（鹽水港街、太媽港庄、觀音亭庄）、土庫庄（土庫庄、菜藔仔庄）（以上今屬鹽水區） | |
| 鹽水港廳直轄 | 鹽水港街 | 岸內區     | 鹽水港區   | - 鹽水港堡：下中庄（牛稠仔庄、中庄、溪尾藔庄、樹仔腳庄、二庄仔庄）、岸內庄（新岸內庄、舊岸內庄、頂大道公藔庄、下大道公藔庄、汫水港庄、頂崁庄、鳥松腳庄）、竹仔腳庄（蕭竹仔腳庄、菜公堂庄、上帝廟庄）、溪洲藔庄（溪洲藔庄）（以上今屬鹽水區） - 龍蛟潭堡：義竹圍庄（二竹圍庄、北路藔庄、三塊厝庄）、角帶圍庄（頂角帶圍庄）（以上今屬義竹鄉） | 龍蛟潭堡內義竹圍庄、角帶圍庄1906年改隸屬於東後藔區 |
| 鹽水港廳直轄 | 鹽水港街 | 頂潭區     | 頂潭區     | - 白鬚公潭堡：頂潭庄（頂潭庄）、下潭庄（下潭庄）、竹仔腳庄（林竹仔腳庄）、龜佛山庄（龜佛山庄）、後庄仔庄（後庄仔庄）（以上今屬鹿草鄉）、五間厝庄（五間厝頂庄、五間厝中庄、五間厝下庄、倫仔庄、田尾庄、七塊厝庄、潭底庄）（今屬義竹鄉）、白沙墩庄（白沙墩頂庄、白沙墩下庄、蘆竹潭庄、双頭竅庄）（以上今屬後壁區） | 白鬚公潭堡內龜佛山庄、後庄仔庄1904年原隸屬於東後藔區；白鬚公潭堡內白沙墩庄1906年改隸屬於菁藔區                                                         |
| 鹽水港廳直轄 | 鹽水港街 | 後菁藔區   | 菁藔區     | - 下茄苳北堡：菁藔庄（前菁藔庄、後菁藔庄、後廍庄、雙寬藔庄）、崩埤庄（崩埤庄）、三角仔庄（三角仔庄）、長短樹庄（藥店口庄、魚藔庄、頂長短樹庄、下長短樹庄）、竹圍後庄（竹圍後新厝庄、竹圍後庄）、新港東庄（新港東庄） - 白鬚公潭堡：白沙墩庄（白沙墩頂庄、白沙墩下庄、蘆竹潭庄、双頭竅庄）（以上今屬後壁區） | 下茄苳北堡內竹圍後庄1904年原隸屬於安溪藔區；竹圍後庄原屬新營庄支廳；白鬚公潭堡內白沙墩庄1904年原隸屬於頂潭區                                           |
| 鹽水港廳直轄 | 鹽水港街 | 舊營區     | 舊營區     | - 鹽水港堡：舊營庄（舊營庄、中軍營庄、後藔庄）、番仔厝庄（莿桐藔庄、番仔厝庄、倒茄冬庄、洪厝藔庄、魏厝藔庄）、田藔庄（田藔庄、中洲藔庄、莿仔藔庄、大埔庄）、飯店庄（飯店仔庄、蔴油仔藔庄） - 鐵線橋堡：竹仔腳庄（竹仔腳庄、五甲尾庄）、天保厝庄（天保厝庄）、坔頭港庄（坔頭港庄、下林庄、蜈蜞坑庄）（以上今屬鹽水區） | 鐵線橋堡內天保厝庄、竹仔腳庄、坔頭港庄1904年原隸屬於鐵線橋區；鐵線橋堡之部分原屬新營庄支廳                                                             |
| 鹽水港廳直轄 | 鹽水港街 | 新營區     | 新營區     | - 太子宮堡：新營庄（新營庄）、茄苳腳庄（茄苳腳庄）、太子宮庄（太子宮庄、竹圍仔庄、埤仔底庄）、舊廍庄（舊廍庄）、下角帶圍庄（下角帶圍庄） - 下茄苳南堡：許丑庄（許丑庄）、埤藔庄（許丑庄）、王公廟庄（王公廟庄）、後鎮庄（後鎮庄）（以上今屬新營區） | 原屬新營庄支廳 |
| 鹽水港廳直轄 | 鹽水港街 | 查畝營區   | 查畝營區   | - 鐵線橋堡：查畝營庄（查畝營庄）、火燒店庄（火燒店庄、下窩庄、急水溪庄）、八老爺庄（八老爺庄）（以上今屬柳營區） | 原屬新營庄支廳 |
| 鹽水港廳直轄 | 鹽水港街 | 鐵線橋區   | 查畝營區   | - 鐵線橋堡：鐵線橋庄（鐵線橋庄、五間厝庄）、秀才庄（秀才庄）、姑爺庄（姑爺庄、莿桐腳庄、挖仔庄）（以上今屬新營區）、天保厝庄（天保厝庄）、竹仔腳庄（竹仔腳庄、五甲尾庄）、坔頭港庄（坔頭港庄、下林庄、蜈蜞坑庄）（以上今屬鹽水區） | 鐵線橋堡內天保厝庄、竹仔腳庄、坔頭港庄1906年改隸屬於舊營區                                                                                             |
| 布袋嘴支廳   | 布袋嘴庄 | 布袋嘴區   | 布袋嘴區   | - 大坵田西堡：內田庄（內田庄、新厝仔庄、罟會藔庄、布袋內庄）、考試潭庄（考試潭庄、鹿藔庄、蕭厝庄、後壁藔庄）、布袋嘴庄（布袋嘴庄）、前東港庄（前東港庄、後東港庄、埔仔厝庄、大藔庄、郭岑藔庄）、新塭庄（新塭庄、虎尾藔庄）（以上今屬布袋鎮） - 龍蛟潭堡：新店庄（新店庄、汫水港尾庄、林仔內庄）、北港仔庄（小北港仔庄、中港仔庄、南港仔庄）、後鎮庄（後鎮庄）（以上今屬義竹鄉） | 大坵田西堡部分原屬嘉義廳 |
| 布袋嘴支廳   | 布袋嘴庄 | 南勢竹區   | 南勢竹區   | - 白鬚公潭堡：牛挑灣庄（牛挑灣庄、無竹圍庄、瓦磘仔庄）、南勢竹庄（南勢竹庄）（以上今屬朴子市）、樹林頭庄（樹林頭庄、頂番仔溝庄、下庄仔庄、港後庄）、溪墘庄（溪墘庄、下番仔溝庄）、過溝庄（過溝仔庄、鹽地仔庄、下厝仔庄、金京林庄）、貴舍庄（貴舍庄、半月庄） - 龍蛟潭堡：崩山庄（崩山庄）、菜舖廍庄（菜舖廍庄）（以上今屬布袋鎮） | 龍蛟潭堡內崩山庄、菜舖廍庄1904年原隸屬於東後藔區 |
| 布袋嘴支廳   | 布袋嘴庄 | 東後藔區   | 東後藔區   | - 龍蛟潭堡：東後藔庄（東後藔庄、山仔腳庄）、西後藔庄（西後藔庄）、崩山庄（崩山庄）、菜舖廍庄（菜舖廍庄）、新庄（下新庄）、龍蛟潭庄（龍蛟潭庄）、義竹圍庄（二竹圍庄、北路藔庄、三塊厝庄）、角帶圍庄（頂角帶圍庄）（以上今屬義竹鄉） - 白鬚公潭堡：溪洲庄（上溪洲庄、下溪洲庄、洲仔藔庄）、龜佛山庄（龜佛山庄）、後庄仔庄（後庄仔庄）（以上今屬鹿草鄉） | 龍蛟潭堡內崩山庄、菜舖廍庄1906年改隸屬於南勢竹區；龍蛟潭堡內義竹圍庄、角帶圍庄1904年原隸屬於岸內區；白鬚公潭堡內龜佛山庄、後庄仔庄1906年改隸屬於頂潭區 |
| 布袋嘴支廳   | 布袋嘴庄 | 頭竹圍區   | 東後藔區   | - 龍蛟潭堡：牛稠底庄（牛稠底庄）、埤仔頭庄（埤仔頭庄、水碓庄、三腳貓庄）、頭竹圍庄（頭竹圍庄）、安溪藔庄（安溪藔庄、槺榔港庄）（以上今屬義竹鄉） | |
| 店仔口支廳   | 店仔口街 | 店仔口區   | 店仔口區   | - 下茄苳南堡：店仔口街（店仔口街）、頂秀祐庄（頂秀祐庄）、下秀祐庄（下秀祐庄）、客庄內庄（客庄內庄）（以上今屬白河區） | |
| 店仔口支廳   | 店仔口街 | 糞箕湖區   | 店仔口區   | - 哆囉嘓東下堡：六重溪庄（六重溪庄、三重溪庄、九重溪庄、南藔庄、檨仔坑庄）、關仔嶺庄（關仔嶺庄、麒麟尾庄、岩前庄、杭內庄）、白水溪庄（白水溪庄） - 哆囉嘓西堡：糞箕湖庄（糞箕湖庄、西勢尾庄、檨仔林庄、木屐藔庄、虎仔藔庄、仙草埔庄）、崁仔頭庄（崁仔頭庄、中洲庄）（以上今屬白河區） | |
| 店仔口支廳   | 店仔口街 | 海豐厝區   | 海豐厝區   | - 下茄苳北堡：下茄苳庄（下茄苳庄）、上茄苳庄（上茄苳庄、後壁藔庄）、土溝庄（竹仔腳庄、漯仔庄、下土溝庄、頂土溝庄、無竹圍厝庄）（以上今屬後壁區）、 海豐厝庄（海豐厝庄、頂山仔腳庄、崁仔頭庄）、大排竹庄（大排竹庄、下庄仔庄）、詔安厝庄（詔安厝庄、埤斗仔庄、北埔庄、外枋仔林庄、三角潭庄）、蓮潭庄（蓮潭庄、將軍庄、加走林庄、下山仔腳庄） - 下茄苳南堡：竹仔門庄（竹仔門庄、內崎內庄、埔仔厝庄、外崎內庄、惡狗厝庄）、埤仔頭庄（埤仔頭庄、林仔內庄、五汴頭庄、內枋仔林庄、溪洲仔庄、三間厝庄）（以上今屬白河區） | 後壁藔庄、下茄苳庄自1902年10月由後菁藔區改隸海豐厝區                                                                                                   |
| 店仔口支廳   | 店仔口街 | 番仔藔區   | 番仔藔區   | - 下茄苳南堡：番仔藔庄（番仔藔庄、紅毛藔庄、檳榔樹角庄、石仔[石光]庄、半月中庄、下菜園庄）、牛稠埔庄（牛稠埔庄）、三界埔庄（三界埔庄）（以上今屬水上鄉）、馬稠後庄（馬稠後庄、外埤角庄、大埔庄、頭前溪庄、光具頂庄、橋頭庄、土壠頭庄、芎蕉宅庄、崁頂庄、大厝庄、溪州仔庄、祖厝庄、內角庄、埤?口庄、柑宅仔庄、草店庄、糞箕科庄、內埤角庄、過溝仔庄、關帝廳庄、瓦磘坑庄、番仔園庄）（今屬白河區） | |
| 店仔口支廳   | 店仔口街 | 番社區     | 番社區     | - 哆囉嘓西堡：番社街（番社街、舊舍北馬庄、鳳尾厝庄）、許秀才庄（許秀才庄、下藔仔庄、溪州庄、木柵庄）、田尾庄（埤仔頭西勢庄、田尾庄、北勢藔庄）、頂窩庄（頂窩庄）、吉貝耍庄（吉貝耍庄） - 哆囉嘓東下堡：大客庄（大客庄、凹仔腳庄、三腳埤庄、山腳庄、科裡庄、下庄仔庄、枋仔林庄）、番仔嶺庄（番仔嶺庄）（今屬東山區） | |
| 店仔口支廳   | 店仔口街 | 安溪藔區   | 安溪藔區   | - 下茄苳南堡：本協庄（本協庄）、烏樹林庄（烏樹林庄）、安溪藔庄（安溪藔庄）（以上今屬後壁區）、土庫庄（土庫庄）、卯舍庄（卯舍庄）（以上今屬新營區） - 下茄苳北堡：竹圍後庄（竹圍後新厝庄、竹圍後庄）（以上今屬後壁區） | 下茄苳北堡內竹圍後庄1906年改隸屬於菁藔區；安溪藔庄、土庫庄、卯舍庄原屬新營庄支廳                                                                       |
| 前大埔支廳   | 前大埔庄 | 前大埔區   | 前大埔區   | - 哆囉嘓東下堡：二重溪庄（二重溪庄） - 哆囉嘓東頂堡：前大埔庄（前大埔街、打鐵藔庄、班芝花坑庄、檳榔樹崎庄、柿仔藔庄、後厝庄、雙溪庄、下員潭庄、崎頭庄、西勢角庄、牛稠仔內庄、宅仔內庄、坑口仔庄、子龍廳庄、崎腳庄、瓦厝仔庄、竹圍仔埔庄、鹿藔埔庄、檨仔腳庄(部分)）、牛肉崎庄（土地公崎庄、牛肉崎庄、尪仔上天庄、番仔厝庄、滴水仔庄）、下南勢庄（下南勢庄、橫路庄、岩坑庄、後坑仔庄、深坑仔庄、永定藔庄、賀老藔庄、獇仔藔庄、坑底庄、內坑庄、格仔埔庄、石腳桶庄、大洋庄、牛港藔庄、田藔仔庄、交苓九湖庄、五差交庄）、崎仔頭庄（崎仔頭庄、鴨母堀庄、二坑仔埔庄、凍腳庄、檳榔宅仔庄、土地公坑庄、水尾仔庄、南藔口庄、埤堂庄、科里庄、水井仔庄、墩仔腳庄、埤角庄、車關藔庄、檨仔腳庄(部分)、竹頭排庄、北藔庄、李仔園庄、油車崎庄）（今屬東山區） | |
| 六甲支廳     | 六甲庄   | 果毅後區   | 果毅後區   | - 果毅後堡：果毅後庄（果毅後庄、大潭庄、山豬陷庄、占山庄、望仔埔庄、鳥港庄）、新厝庄（新厝庄）、大腳腿庄（大腳腿庄、本縣庄）、小腳腿庄（小腳腿庄）、山仔腳庄（山仔腳庄） - 鐵線橋堡：路東庄（路東庄）、五軍營庄（五軍營庄）、太康庄（太康庄） | 原屬新營庄支廳 |
| 六甲支廳     | 六甲庄   | 六甲區     | 六甲區     | - 赤山堡：六甲庄（六甲庄、五甲庄）、七甲庄（七甲庄、瓦磘庄）、二甲庄（二甲庄）、水漆林庄（水漆林庄）、中社庄（中社庄、土庫庄）、港仔頭庄（港仔頭庄）、龜仔港庄（龜仔港庄）、林鳳營庄（林鳳營庄）、菁埔庄（菁埔庄） | |
| 六甲支廳     | 六甲庄   | 九重橋區   | 六甲區     | - 赤山堡：水流東庄（水流東庄、西港湖庄）、王爺宮庄（王爺宮庄）、笨潭庄（笨潭庄、大埔庄）、大坵園庄（大坵園庄、嶺頂庄、內羗仔藔庄、中坑庄、水井庄）、九重橋庄（九重橋庄、匏仔藔庄、北勢坑庄、猴洞腳庄） - 善化里東堡：南勢坑庄（南勢坑庄、匏仔藔庄）、雙溪仔庄（雙溪仔庄、山豬運庄、考始潭庄、中崙庄、灣崎庄、風吹嶺庄） | 赤山堡內笨潭庄1906年改隸屬於官佃區；善化里東堡內雙溪仔庄1906年改隸屬於官佃區                                                                           |
| 六甲支廳     | 六甲庄   | 官佃區     | 官佃區     | - 赤山堡：官佃庄（官佃庄）、中脇庄（中脇庄）、烏山頭庄（烏山頭庄）、角秀庄（角秀庄）、二鎮庄（二鎮庄）、拔仔林庄（拔仔林庄）、笨潭庄（笨潭庄、大埔庄） - 善化里東堡：雙溪仔庄（雙溪仔庄、山豬運庄、考始潭庄、中崙庄、灣崎庄、風吹嶺庄）、社仔庄（社仔庄、大崎庄、舊社庄、六雙庄、牛稠仔庄）、三塊厝庄（三塊厝庄、潮州庄）、番仔渡頭庄（番仔渡頭庄、新中庄） | 赤山堡內笨潭庄1904年原隸屬於九重橋區；善化里東堡內雙溪仔庄1904年原隸屬於九重橋區                                                                       |
| 六甲支廳     | 六甲庄   | 口宵里區   | 內庄區     | - 善化里西堡：鳴頭庄（鳴頭庄、虎坑 庄、燒灰庄、六龜空庄、土葛厝庄、南滿庄、番仔埔庄、口林庄、內廍坑庄、暗坑庄、馬斗欄庄）、口宵里庄（口宵里庄、斗六舊庄、斗六心庄、內宵里庄）、𦬬萊宅庄（頂湖庄、𦬬萊宅庄、會田庄、廍仔庄、灣潭庄、濺尿庄、下湖庄） | |
| 六甲支廳     | 六甲庄   | 石仔瀨區   | 內庄區     | - 善化里西堡：內庄（內庄、石仔瀨庄、後堀庄、秀才庄、山仔頂庄、三崁庄）、頭社庄（頭社庄、竹湖庄、竹宅庄、大山腳庄、交力林庄、作埤內庄、紅花園庄、祐仔腳庄） | |
| 蔴荳支廳     | 蔴荳庄   | 蔴荳區     | 蔴荳區     | - 蔴荳堡：蔴荳庄（蔴荳庄）、北勢藔庄（北勢藔庄） | |
| 蔴荳支廳     | 蔴荳庄   | 藔仔廍區   | 藔仔廍區   | - 蔴荳堡：藔仔廍庄（藔仔廍庄、溪底藔庄）、西庄（西庄、東庄、瓦磘庄）、溝仔墘庄（溝仔墘庄、總爺庄、崁頭庄、土荳網庄） - 茅港尾東堡：南廍庄（南廍庄、北廍庄） - 赤山堡：番仔田庄（番仔田庄）、三結義庄（三結義庄、埤斗庄） | |
| 蔴荳支廳     | 蔴荳庄   | 茅港尾東區 | 茅港尾區   | - 茅港尾東堡：茅港尾庄（茅港尾街、萊藔庄、中營庄、社內庄、火燒珠庄、右武衛庄、連表庄、橋南庄、西藔庄、瓦磘仔庄）、蔴荳藔庄（新厝庄、蔴荳藔庄、洲仔庄、橋頭仔庄、營仔庄、鴨藔仔庄） | |
| 蔴荳支廳     | 蔴荳庄   | 茅港尾西區 | 茅港尾區   | - 茅港尾西堡：十六甲庄（十六甲庄、紅毛厝庄、中庄仔庄、頂過溝庄、下過溝庄、港墘藔庄）、下營庄（下營庄、蚵藔庄）、大敦藔庄（大敦藔庄、大埤藔庄） | |
| 蔴荳支廳     | 蔴荳庄   | 崁仔區     | 安業區     | - 蔴荳堡：安業庄（崁仔庄、東溪州庄）、磚仔井庄（磚仔井庄）、謝厝藔庄（謝厝藔庄、方厝藔庄、前班庄） | |
| 蔴荳支廳     | 蔴荳庄   | 後營區     | 安業區     | - 西港仔堡：後營庄（大西庄、後營庄、沙凹仔庄、新藔庄）、檨仔林庄（三合藔庄、檨仔林庄、東竹林庄）、八份庄（荔枝林庄、八份庄、姑媽宮庄、烏竹林庄、土庫庄、打鐵庄）、下宅仔庄（下宅仔庄、謝厝藔庄、福安庄） | |
| 蔴荳支廳     | 蔴荳庄   | 佳里興區   | 佳里興區   | - 佳里興堡：佳里興庄（佳里興庄、謝榜藔、蘇厝藔庄）、溪州庄（溪州庄、營頂庄）、港仔尾庄（港仔尾庄、營後庄、客仔藔庄）、新宅庄（同安藔庄、新宅庄、尤厝藔庄、充公藔庄） | 佳里興堡內新宅庄1906年改隸屬於蕭壠區 |
| 蔴荳支廳     | 蔴荳庄   | 子良廟區   | 佳里興區   | - 蔴荳堡：大山腳庄（大山腳庄）、埤頭庄（埤頭庄、苓仔林庄） - 佳里興堡：蔴荳口庄（蔴荳口庄、番仔藔庄、後班庄）、子良廟庄（子良廟庄、後庄、萊藔庄、潭墘庄）、海埔庄（海埔庄、埤仔尾庄、莊禮藔庄、蔥仔藔庄） | |
| 蕭壠支廳     | 蕭壠庄   | 蕭壠區     | 蕭壠區     | - 蕭壠堡：蕭壠庄（蕭壠庄） - 佳里興堡：新宅庄（同安藔庄、新宅庄、尤厝藔庄、充公藔庄） | 佳里興堡內新宅庄1904年原隸屬於佳里興區；新宅庄原屬蔴荳支廳                                                                                             |
| 蕭壠支廳     | 蕭壠庄   | 漚汪區     | 漚汪區     | - 漚汪堡：漚汪庄（竹仔腳庄、番仔厝庄、漚汪庄、檳榔林庄、虎安藔庄、後港仔庄、過港仔庄）、苓仔藔庄（崁頭藔庄、苓仔藔庄、中藔庄）、巷口庄（巷口庄、北埔庄、北勢藔庄）、角帶圍庄（角帶圍庄）、將軍庄（將軍庄）、山仔腳庄（山仔腳庄、馬沙溝庄） | 漚汪堡內山仔腳庄1904年原隸屬於青鯤鯓區 |
| 蕭壠支廳     | 蕭壠庄   | 下營區     | 下營區     | - 蕭壠堡：下營庄（下營庄）、番仔藔庄（番仔藔庄、來芋藔庄）、後港庄（後港庄、大潭藔庄）、城仔內庄（城仔內庄、水師藔庄、五家藔庄）、篤加庄（篤加庄、埔尾庄）、七股藔庄（六成庄、七股藔庄） - 西港仔堡：大藔庄（大藔庄、番仔塭庄、三合仔庄、鹽埕地仔庄） | |
| 蕭壠支廳     | 蕭壠庄   | 青鯤鯓區   | 下營區     | - 漚汪堡：口藔庄（口藔庄、青鯤鯓庄）、山仔腳庄（山仔腳庄、馬沙溝庄） - 蕭壠堡：頂山仔庄（頂山仔庄、西藔庄）、下山仔藔庄（下山仔藔庄、中藔庄） | 漚汪堡內山仔腳庄1906年改隸屬於漚汪區 |
| 蕭壠支廳     | 蕭壠庄   | 西港仔區   | 西港仔區   | - 西港仔堡：西港仔庄（西港仔庄、雙張廍庄、堀仔頭庄、西港仔庄、茄苳腳庄、瓦厝內庄、田仔內庄）、中州庄（中州庄、檳榔林庄）、南海埔庄（南海埔庄、中港庄、東港仔庄）、管藔庄（管藔庄）、海藔庄（海藔庄）、新吉庄（新吉庄）、公親藔庄（公親藔庄、公塭仔庄） | |
| 蕭壠支廳     | 蕭壠庄   | 劉厝區     | 西港仔區   | - 西港仔堡：劉厝庄（劉厝庄、許厝庄、大竹林庄、含西港庄、中社仔庄）、大塭藔庄（大塭藔庄、蚵殼港庄、新港庄）、竹仔港庄（竹仔港庄、蔴荳藔庄）、塭仔內庄（塭仔內庄、蚶藔庄、港墘仔庄、東勢藔庄、埔頂庄、外渡頭庄） | 西港仔堡內塭仔內庄1906年改隸屬於塭仔內區 |
| 蕭壠支廳     | 蕭壠庄   | 學甲藔區   | 塭仔內區   | - 西港仔堡：塭仔內庄（塭仔內庄、蚶藔庄、港墘仔庄、東勢藔庄、埔頂庄、外渡頭庄）、樹仔腳庄（十一份塭庄、樹仔腳庄、破坪庄）、三股仔庄（三古仔庄、九股仔庄）、七十二份庄（七十二份庄、北槺榔庄、義合庄、公地尾庄、竹橋庄）、十份塭庄（十份塭庄、五塊厝庄、海藔仔庄(部分)）、青草崙庄（青草崙庄、沙崙腳庄、海藔仔庄(部分)）、土城仔庄（土城仔庄、虎尾藔庄、鄭仔藔庄、中州角庄、郭份藔庄、蚵藔庄、海藔仔庄(部分)）、學甲藔庄（學甲藔庄、西南藔庄） | 西港仔堡內塭仔內庄1904年原隸屬於劉厝區 |
| 北門嶼支廳   | 北門嶼庄 | 北門嶼區   | 北門嶼區   | - 學甲堡：北門嶼庄（北門嶼庄、舊埕庄、井仔腳庄、灰磘港庄）、蚵藔庄（西埔內庄、北槺榔庄、蚵藔庄） | |
| 北門嶼支廳   | 北門嶼庄 | 學甲區     | 學甲區     | - 學甲堡：學甲庄（學甲庄、東藔庄、山藔庄、大灣庄、 下溪洲仔庄、倒方藔庄）、學甲藔庄（學甲藔庄、西平藔庄、大埔口庄）、宅仔港庄（宅仔港庄、竹橋藔庄、二港仔庄、下草坔庄、頂草坔庄） | |
| 北門嶼支廳   | 北門嶼庄 | 中洲區     | 中洲區     | - 學甲堡：中洲庄（過港仔庄、西廍庄、中崙庄、中洲庄、西勢藔庄、頭港仔庄）、溪底藔庄（三藔灣庄、蘆竹溝庄、溪底藔庄、二重港庄） | |
| 北門嶼支廳   | 北門嶼庄 | 頂溪洲區   | 溪洲仔藔區 | - 學甲堡：溪洲仔藔庄（溪洲仔藔庄、紅茄萣庄）、渡仔頭庄（雙春庄、新圍仔庄、渡仔頭庄、北馬庄） - 龍蛟潭堡：過路仔庄（過路仔庄、鹽水換庄、下灣仔庄、頂灣仔庄）、芋仔藔庄（芋仔藔庄） - 鹽水港堡：孫厝藔庄（孫厝藔庄、新厝仔庄、羊稠厝仔庄、番仔藔庄） | |